# Thuja
La tuia (Thuja, L. 1753) è un genere appartenente alla famiglia delle Cupressaceae originario dell'Alaska, della regione dei Laghi nordamericani, della Cina e del Giappone.
Il nome del genere deriva dal greco θυία thyía ("cedro") per il caratteristico odore del legno; in America viene chiamata arborvitae (dal latino, "albero della vita").
Il genere Thuja comprende specie arboree e arbustive sempreverdi, di grandi dimensioni (possono arrivare a 60 m di altezza); hanno fusto rastremato, chioma conica, corteccia fessurata colore rosso cannella, rametti leggermente appiattiti, foglie ridotte a scaglie, galbuli legnosi , lunghi 1-2 cm.
Alcune specie vengono utilizzate come piante ornamentali come la Thuja occidentalis, originaria del Nord America, e la Thuja orientalis (= Platycladus orientalis (L.) Franco), originaria della Cina, albero o arbusto con altezza tra 1 e 8 m mentre nel paese d'origine presenta forme arboree alte fino a 20 m, con rametti leggermente appiattiti, identici su ambo le facce, disposti sullo stesso piano a formare delle strutture ventagliformi disposte verticalmente o obliquamente, i corpi fruttiferi rosso-brunastri lunghi circa 1,5 cm, hanno poche squame arricciate all'apice, la Thuja plicata originaria delle coste del Pacifico dall'Alaska alla California, grande albero sempreverde alto fino a 30 m, corteccia dei rami fibrosa di colore rosso-brunastro o grigiastro, la Thuja standishii, che presentano varie sfumature gialle, dorate, bronzee a seconda della varietà.

## Uso
Vengono utilizzate nei giardini per siepi e macchie isolate.

## Metodi di coltivazione
Richiedono esposizione a medio-sole, terreno acido, sporadiche concimazioni organiche, non gradiscono interventi drastici di potatura.
Si moltiplicano per talea, margotta o con la semina.

## Specie

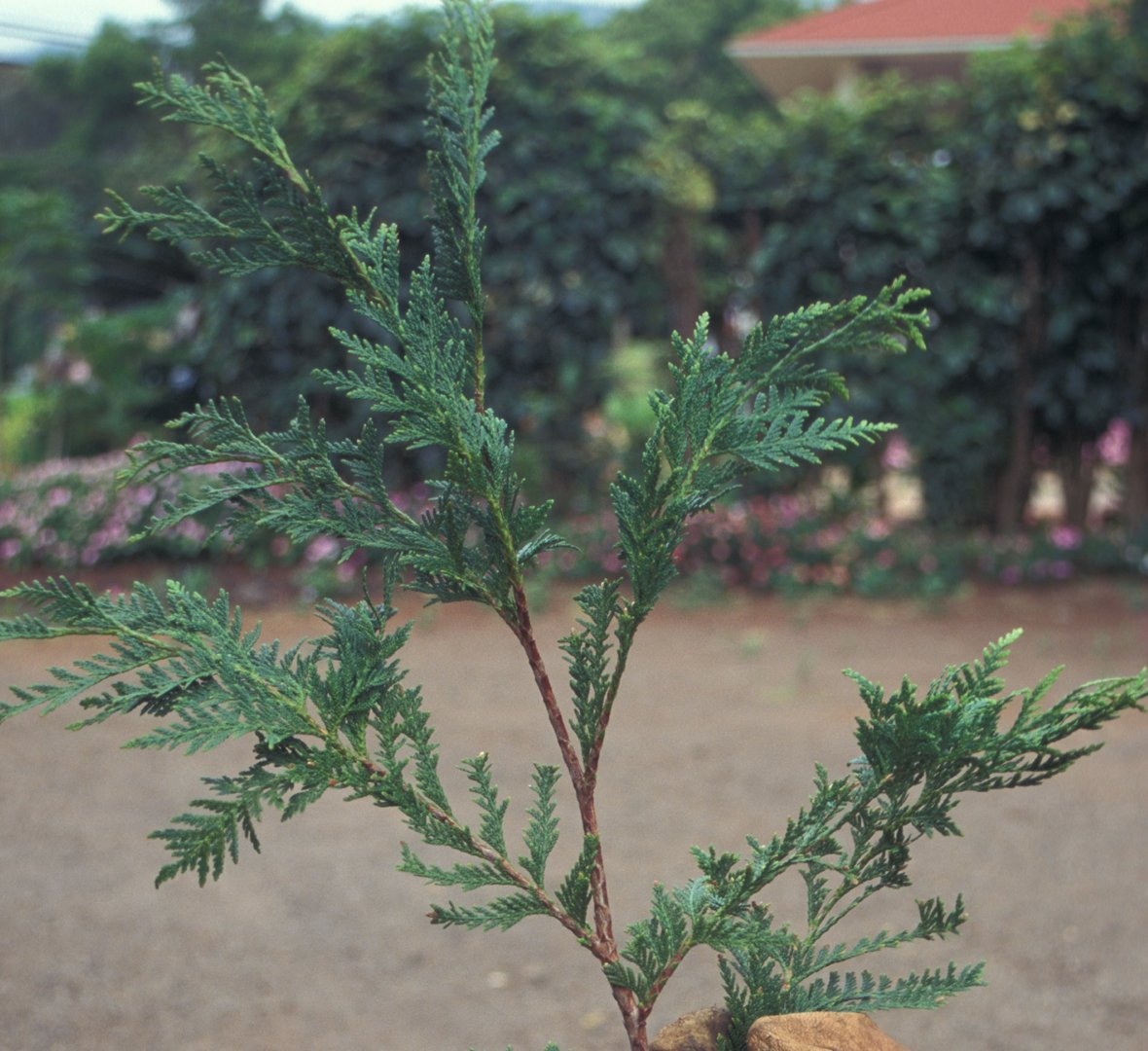
Thuja occidentalis.

Il genere Thuja L. comprende le seguenti specie, vartietà e forme:
- Thuja koraiensis Nakai 1919
- Thuja occidentalis L. 1753
- Thuja plicata Donn ex D. Don 1824
- Thuja standishii (Gordon) Carrière 1867
- Thuja sutchuenensis Franch. 1899

Sinonimi
- Thuja acuta Moench 1794
- Thuja andina Poepp. & Endl. 1841
- Thuja aphylla L. 1755
- Thuja articulata Vahl 1791
- Thuja australis Bosc ex Poir. 1817
- Thuja beverleyensis Hort. ex Rehder 1917
- Thuja chengii Bordères & Gaussen 1939
- Thuja chilensis D. Don 1832
- Thuja craigana Grev. & Balf. in A. Murr. 1853
- Thuja cristata Carrière
- Thuja cupressoides L. 1767
- Thuja decora Salisb. 1796
- Thuja decurrens Voss 1907
- Thuja dolabrata Thunb. ex L. f. 1781 [1782]
- Thuja doniana Hook. 1842
- Thuja ericoides Carrière
- Thuja excelsa Bong. 1833
- Thuja gigantea Nutt. 1834 
  - Thuja gigantea var. japonica (Maxim.) Franch. & Sav. 1875
- Thuja japonica Maxim. 1866
- Thuja lineata Poir. 1817
- Thuja lycopodioides Beissn. 1891
- Thuja macrolepis (Kurz) Voss 1907
- Thuja meldensis Quetier 1855
- Thuja menziesii Douglas ex Endl. 1847
- Thuja obtusa Moench 1794
- Thuja obtusa (Siebold & Zucc.) Mast. 1881 
  - Thuja occidentalis var. plicata (Don.) Loud
- Thuja odorata Marshall 1785
- Thuja orientalis L. 1753 (= Platycladus orientalis (L.) Franco)
  - Thuja orientalis var. argyi Lemée & H. Lév. 1915 
    - Thuja orientalis fo. beverleyensis (Rehder) Rehder Bibliogr. Cult. 1949

  - Thuja orientalis var. beverleyensis Rehder 1940
  - Thuja orientalis var. falcata Lindl.
  - Thuja orientalis var. hondae Makino
  - Thuja orientalis var. nana C.K. Schneid. 1913
  - Thuja orientalis var. pendula (Endl.) Carrière 
    - Thuja orientalis fo. semperaurescens (Gord.) C.K. Schneid. 1913

  - Thuja orientalis var. semperaurescens (Gord.) Nichols. 1889 
    - Thuja orientalis fo. sieboldii (Endl.) Rehder 1949

  - Thuja orientalis var. sieboldii (Endl.) Laws. 1851
- Thuja papuana (F. Muell.) Voss 1907
- Thuja pendula Lamb.
- Thuja pensilis Staunton ex D. Don 1828
- Thuja pisifera (Siebold & Zucc.) Mast. 1891
- Thuja procera Salisb. 1796
- Thuja pyramidalis Tenore
- Thuja quadrangularis Vent. 1806
- Thuja sphaeroidalis Rich. & A. Rich. 1826
- Thuja sphaeroidea Spreng. 1826
- Thuja tetragona Hook. 1844
- Thuja theophrasti C. Bauhin ex Nieuwl. 1912
- Thuja wareana Carrière

Vedi anche
- Platycladus orientalis (L.) Franco (syn. Thuja orientalis)